# Acentronura tentaculata
Pseudo-hippocampe pygmée chevelu, Pseudo-hippocampe pygmée à petite poche
Espèce
Acentronura tentaculata, également appelé Pseudo-hippocampe pygmée chevelu ou Pseudo-hippocampe pygmée à petite poche, est une espèce de poissons marins de la famille des  Syngnathidae qui regroupe les Syngnathes et les hippocampes.

## Description
Acentronura tentaculata, comme les autres membres des pseudo-hippocampes, a une silhouette longiligne avec la tête dans le prolongement du corps. Ce dernier est couvert de plaques osseuses et non d'écailles. Sa taille maximale est de 63 mm. Le museau est court, les yeux sont saillants, la queue est préhensile. Il ne possède pas de nageoire ventrale et caudale. Les mâles sont plus grands que les femelles et sont dotés d'une poche ventrale incubatrice nommée marsupium.
Selon les individus et le milieu dans lequel il vit, des protubérances dermiques peuvent se développer sur la tête et le corps. Les couleurs sont également variables et ont pour but d'accroitre leur intégration dans l'environnement dans lequel ils évoluent. Les mâles sont de teinte foncé entre le noir et le marron alors que les femelles ont une livrée plus claire allant du jaune au vert.

## Distribution & habitat
Il est présent dans les eaux tropicales de la zone Indo-ouest Pacifique, Mer Rouge incluse. Acentronura tentaculata affectionne les sites calmes, peu profonds entre 7 et 40 mètres à fond sablonneux avec des zones herbeuses ou proche des récifs munis d'algues ou d'éponges afin de pouvoir s'abriter.

## Alimentation & comportement
Ce poisson a un régime alimentaire carnivore. Il chasse à l'affut afin de se nourrir de petits crustacés qu'il aspire par sa bouche tubulaire.